# Psilotrichum villosiflorum
Psilotrichum villosiflorum är en amarantväxtart som beskrevs av Lopr. Psilotrichum villosiflorum ingår i släktet Psilotrichum och familjen amarantväxter. Inga underarter finns listade i Catalogue of Life.